# Klub Poetów „Prom”
Klub Poetów „Prom” działał w Poznaniu od 1932 do 1939. Wywodził się z Akademickiego Koła Miłośników Sztuki „Promethidion”. Jego członkami i założycielami byli: Allan Kosko, Witold Juliusz Kapuściński, Edwin Herbert, Halina Brodowska, Eugeniusz Morski, Nora Poczobut-Odlanicka, Bronisław Przyłuski, Jadwiga Korwin-Piotrowska. Posiadał swój miesięcznik „Prom” wydawany jednak (z powodów trudności finansowych) nieregularnie (łącznie 14 numerów). Ponadto jej członkowie wydali 11 tomików poezji własnego autorstwa serii Biblioteka Klubu Poetów „Prom”. „Prom” organizował wieczory literackie, wystąpienia radiowe i konkursy poetyckie. Był grupą o charakterze środowiskowym bez sformułowanego programu. Oscylował między dążeniami estetyzującymi a autentyzmem. Ulegał wpływom twórczości Bolesława Leśmiana, który w 1932 zamieścił w piśmie swoje publikacje. Po II wojnie światowej bezskutecznie próbowano reaktywować jego działalność klubu.